# Shadow Man: 2econd Coming
Shadow Man: 2econd Coming è un gioco d'avventura sviluppato da Acclaim Studios Teesside e pubblicato da Acclaim Entertainment. Venne pubblicato per PlayStation 2 ed è ispirato alla serie di fumetti omonima pubblicata da Valiant Comics. È il sequel del videogioco Shadow Man, pubblicato nel 1999.
Come il primo titolo della serie e il fumetto, il gioco ha un'atmosfera oscura e mistica con un chiaro sapore Cajun. In aggiunta alla storia ampiamente ambientata a New Orleans e nei dintorni, il gioco richiama anche il tema della Morte, Vudù, personaggi e nomi Creoli ed elementi della spiritualità africana. Il gioco segue il protagonista Mike LeRoi nel suo viaggio per proteggere il mondo dei vivi dalle forze dell'oltretomba, come parte delle sue responsabilità di Shadow Man, che divenne dopo aver la Maschera Delle Ombre dalla sacerdotessa vudù Mama Nettie.

## Trama
La storia ha inizio quando Mike LeRoi risorge dal mondo dell'oltretomba al mondo dei viventi per contattare Jaunti, un serpente con un teschio umano come testa e servitore di Mama Nettie. Sfortunatamente, dopo che LeRoi trova e conduce Jaunty da Mama Nettie, viene colpito da un potente incantesimo. Dopo il completamento della sua seconda missione e l'incontro con Mama Nettie, LeRoi riceve una nota da un uomo chiamato Thomas Deacon del quale parte alla ricerca; in seguito LeRoi apprende di Asmodeus e dei Grigori, come del piano per causare l'Armageddon. Ancora una volta spetta a Mike LeRoi, o Shadow Man, il compito di salvare il mondo.

## Accoglienza
La rivista Play Generation classificò Mike LeRoi come il quinto zombie più insolito tra quelli presenti nei titoli per PlayStation 2.